# سوخديف
سوخديف ثابار (البنجابية ਸੁਖਦੇਵ، ਥਾਪਰ سکھدیو تھاپر ؛ : الهندية)(1907-1931) مناضل ثري شهير من الهند، لعب دورا رئيسيا في النضال من أجل الاستقلال في الهند انه هو من بين هؤلاء المقاتلين من أجل الحرية الهندي الكبير الذين ضحوا بحياتهم من اجل حرية بلدهم. واسمه الكامل هو سوخديف ثابار وولد في 15 مايو 1907. في مدينة لوديانا، البنجاب، الهند. وكان اسم والده رام لال. منذ أيام طفولته، كان سوخديف شاهد على الكثير الفظائع الوحشية التي قام بها الاحتلال البريطاني في الهند، الأمر الذي أدى بدوره له للانضمام إلى الثوار، وتعهد لتعيين الهند خالية من أغلال الهيمنة البريطانية.

## النشاطات الثورية والسياسية
وسوخديف ثابار عضوا في رابطة هندوستان الجمهوري الاشتراكي (HSRA) وصديق الدرب والثورة لبهجت سنغ، قام بتنظيم الخلايا الثورية في البنجاب وغيرها من المناطق في شمال الهند. حتى انه ذهب إلى تثقيف الشباب في الكلية الوطنية في لاهور، والملهم إلى حد كبير منهم عن الهند في الماضي المجيد. وجنبا إلى جنب مع الثوار الشهيرة الأخرى بدأت 'بهارات Naujawan سبها' في لاهور التي كانت المنظمة تشارك في أنشطة مختلفة، تستعد أساسا للشباب من أجل الكفاح من أجل الحرية ووضع حد للطائفية.
شارك سوخديف نفسه نشط في العديد من النشاطات الثورية مثل إضراب الجوع السجن في عام 1929، ولكن هل دائما أن نتذكر أنه في سجلات لحركة الحرية الهندية لهجماته جرأة بعد الشجاع في قضية المؤامرة لاهور (18 ديسمبر 1928)، التي هزت المؤسسة للغاية من الحكومة البريطانية. وكان الشريك سوخديف بهجت سينغ وراجغورو شايفارم، الذين كانوا متورطين في اغتيال نائب مفتش الشرطة، سوندرز جي بي في 1928، وبالتالي الثأر وفاة الزعيم المخضرم، الا Lajpat راي، وذلك بسبب الإفراط في ضرب الشرطة في قضية المؤامرة. بعد تفجيرات وسط قاعة الجمعية في نيودلهي (8 أبريل 1929)، ألقي القبض على سوخديف والمتواطئين معه وأدين من جريمتهم، وتواجه عقوبة الإعدام على الحكم.

## الأعدام
في 23 مارس 1931، ثلاثة الثوار الشجعان، وكانت بهجت سينغ، ثابار سوخديف وراجغورو شايفارم شنقا، في حين تم سرا إحراق جثثهم على ضفاف نهر سوتليج. وسوخديف ثابار فقط 24 عاما عندما أصبح شهيدا لبلاده، ومع ذلك، سوف دائما أن نتذكر أنه على وطنيته والشجاعة والتضحية بحياته في سبيل استقلال الهند.